# Steuern (Systemtheorie)
Steuern beschreibt die Beeinflussung des Verhaltens eines Systems, um es in einen anderen Zustand zu versetzen. Diese Veränderung geschieht durch Informationen, Nachrichten, Reize oder Eingaben. Es ist wichtig, zwischen der Systemtheorie in den Ingenieur- und Sozialwissenschaften zu unterscheiden.
Bei der systemtheoretischen Analyse von Steuerung spielt der Informationsfluss eine zentrale Rolle, während bei der Erstellung eines mathematischen Modells die begleitenden Energie- und Stoffflüsse vernachlässigt werden sollten; siehe auch Regelungstheorie.

## Beispiele
- An- oder Ausschalten einer Beleuchtung, wobei eine Wechselschaltung mit Hilfe von mehreren Schaltern eine komplexere Steuerung als die mit Hilfe nur eines Schalters ist.
- Grenzwertschaltung: Beim Erreichen eines Schwellwertes erfolgt eine Schaltung, z. B. das Ausschalten an einem Wasserkocher, wenn die Kochtemperatur erreicht ist.
- Programmsteuerung: Zustandsänderungen mehrerer Steuergrößen finden nacheinander nach einem Zeit- oder Wegplan statt, wobei die erfolgte Zustandsänderung einer Steuergröße Voraussetzung für die Änderung der nächsten Größe sein kann, z. B. in einer Waschmaschine nach Waschprogramm.
- Lenkung: die beabsichtigte Beeinflussung der Fahrtrichtung von Fahrzeugen aller Art

## Abgrenzung zur Regelung
Steuerung ist nicht dasselbe wie Regelung, obwohl diese Begriffe oft verwechselt werden. Mit einer Steuerung allein kann nicht verhindert werden, dass im System zusätzliche Zustandsänderungen durch Störungen auftreten. Regelung bedeutet, diesen Zustandsänderungen des Systems durch Störungen entgegenzuwirken. Steuerung stellt somit einen Teil der Umsetzung von Regelung dar (siehe auch Systemtheorie in den Ingenieurwissenschaften).

### Beispiele
- Wassertemperatur: Die Beeinflussung der Wassertemperatur am Wasserhahn durch das Verstellen der Hahnstellungen allein stellt eine Steuerung dar. Das Halten einer konstanten Wassertemperatur durch das Drehen an den Wasserhähnen, basierend auf dem Vergleich zwischen Soll- und Istwert (Soll-Ist-Vergleich) ist hingegen eine Regelung. Die Störungen ergeben sich hauptsächlich aus der variierenden Temperatur des zufließenden Warm- und Kaltwassers sowie aus Durchflussänderungen am Hahn, die durch indirekte Ausdehnung oder Zusammenziehung aufgrund wechselnder Temperaturen verursacht werden. Eine selbständige Regelung findet bei automatischen Mischern statt, die einen Temperaturfühler und einen von diesem gesteuerten Mischhahn enthalten. Hier muss lediglich der Sollwert der Wassertemperatur eingestellt werden.
- Fahrtrichtung: Die Lenkung von Fahrzeugen zur Beeinflussung der Fahrtrichtung ist ein Beispiel für Steuerung. Wenn die Fahrtrichtung durch Lenkung geändert wird, erfolgt eine Regelung, indem der Regler den aktuellen Verlauf der Fahrt (z. B. auf der Straße, im Luftkorridor oder im Kanal) ständig mit dem gewünschten Verlauf vergleicht und entsprechend die Lenkung anpasst. Das „Steuern“ eines Autos kann als Folgeregelung betrachtet werden: Die Autofahrt soll dem Verlauf der Straße folgen, wobei Störungen auftreten, da sich der Straßenverlauf ständig ändert. Bei Fahrzeugen im Autopilotmodus erfolgt die Steuerung ohne menschliches Eingreifen.